# Charles Mathiesen
Charles Arthur Mathiesen, född 12 februari 1911 i Drammen, död 7 november 1994 i Drammen, var en norsk skridskoåkare.
Mathiesen blev olympisk guldmedaljör på 1 500 meter vid vinterspelen 1936 i Garmisch-Partenkirchen.